# Liste des monuments historiques de la Haute-Garonne (A-L)
Cet article recense une partie des monuments historiques de la Haute-Garonne, en France.
Pour des raisons de taille, la liste est découpée en deux. Cette partie regroupe les communes débutant de A à L. Pour les autres, voir la liste des monuments historiques de la Haute-Garonne (M-Z).
- Haut – A
- B
- C
- D
- E
- F
- G
- H
- I
- J
- K
- L
- M
- N
- O
- P
- Q
- R
- S
- T
- U
- V
- W
- X
- Y
- Z

## Liste
| Monument                                                  | Commune                  | Adresse                      | Coordonnées                      | Notice         | Protection     | Date           | Illustration                                              |
| --------------------------------------------------------- | ------------------------ | ---------------------------- | -------------------------------- | -------------- | -------------- | -------------- | --------------------------------------------------------- |
| Église Notre-Dame-de-la-Nativité d'Alan                   | Alan                     |                              | 43° 13′ 46″ nord, 0° 56′ 26″ est | « PA00094665 » | Inscrit        | 1926           | Église Notre-Dame-de-la-Nativité d'Alan                   |
| Hôpital Notre-Dame-de-Lorette                             | Alan                     |                              | 43° 13′ 21″ nord, 0° 55′ 47″ est | « PA00094261 » | Inscrit        | 1987           | Image manquante Téléverser                                |
| Palais épiscopal d'Alan                                   | Alan                     |                              | 43° 13′ 48″ nord, 0° 56′ 24″ est | « PA00094260 » | Classé         | 1912           | Image manquante Téléverser                                |
| Fontaine d'Aspet                                          | Aspet                    | Place de la République       | 43° 00′ 51″ nord, 0° 48′ 11″ est | « PA00094262 » | Inscrit        | 1979           | Fontaine d'Aspet                                          |
| Église Notre-Dame d'Aulon                                 | Aulon                    |                              | 43° 11′ 27″ nord, 0° 49′ 09″ est | « PA00094263 » | Inscrit        | 1926           | Église Notre-Dame d'Aulon                                 |
| Église Notre-Dame de Noumerens                            | Auriac-sur-Vendinelle    |                              | 43° 31′ 27″ nord, 1° 49′ 32″ est | « PA00094264 » | Inscrit        | 1975           | Image manquante Téléverser                                |
| Maison Sarda de Caumont                                   | Auriac-sur-Vendinelle    | 17 promenade                 | 43° 31′ 29″ nord, 1° 49′ 38″ est | « PA00094265 » | Classé         | 1927           | Image manquante Téléverser                                |
| Château d'Aurignac                                        | Aurignac                 |                              | 43° 13′ 11″ nord, 0° 52′ 49″ est | « PA00094266 » | Inscrit        | 1979           | Château d'Aurignac                                        |
| Église Saint-Pierre-aux-Liens d'Aurignac                  | Aurignac                 |                              | 43° 13′ 08″ nord, 0° 52′ 50″ est | « PA00094267 » | Inscrit        | 1926           | Église Saint-Pierre-aux-Liens d'Aurignac                  |
| Grotte d'Aurignac                                         | Aurignac                 | Rhodes                       | 43° 13′ 21″ nord, 0° 51′ 55″ est | « PA00094268 » | Classé         | 1921           | Grotte d'Aurignac                                         |
| Tour de Savoie                                            | Aurignac                 |                              | 43° 13′ 07″ nord, 0° 52′ 48″ est | « PA00094269 » | Inscrit        | 1926           | Tour de Savoie                                            |
| Église Sainte-Apollonie d'Aurin                           | Aurin                    | Sainte-Apollonie             | 43° 32′ 05″ nord, 1° 40′ 06″ est | « PA31000045 » | Inscrit        | 2001           | Église Sainte-Apollonie d'Aurin                           |
| Église Notre-Dame-du-Rosaire                              | Aussonne                 |                              | 43° 40′ 58″ nord, 1° 19′ 06″ est | « PA00094270 » | Inscrit        | 1926           | Église Notre-Dame-du-Rosaire                              |
| Église Saint-Paul d'Auterive                              | Auterive                 |                              | 43° 21′ 09″ nord, 1° 28′ 41″ est | « PA00094271 » | Inscrit        | 1926 1990      | Église Saint-Paul d'Auterive                              |
| Manoir des Frères Tailleurs                               | Auzeville-Tolosane       | 1 Chemin de la Mayrine       | 43° 31′ 36″ nord, 1° 28′ 43″ est | « PA00094272 » | Inscrit        | 1976           | Manoir des Frères Tailleurs                               |
| Église Notre-Dame-des-Miracles d'Avignonet-Lauragais      | Avignonet-Lauragais      |                              | 43° 21′ 59″ nord, 1° 47′ 21″ est | « PA00094273 » | Inscrit        | 1926           | Église Notre-Dame-des-Miracles d'Avignonet-Lauragais      |
| Tour d'Avignonet-Lauragais                                | Avignonet-Lauragais      | La Ville                     | 43° 21′ 58″ nord, 1° 47′ 16″ est | « PA00094274 » | Inscrit        | 1965           | Tour d'Avignonet-Lauragais                                |
| Écluse du Sanglier                                        | Ayguesvives              |                              | 43° 26′ 22″ nord, 1° 36′ 45″ est | « PA31000020 » | Inscrit        | 1998           | Écluse du Sanglier                                        |
| Pont-canal d'Ayguesvives                                  | Ayguesvives              |                              | 43° 26′ 42″ nord, 1° 36′ 03″ est | « PA31000019 » | Inscrit        | 1998           | Image manquante Téléverser                                |
| Casino de Bagnères-de-Luchon                              | Bagnères-de-Luchon       |                              | 42° 47′ 20″ nord, 0° 35′ 47″ est | « PA31000035 » | Inscrit        | 1999           | Casino de Bagnères-de-Luchon                              |
| Chalets Spont                                             | Bagnères-de-Luchon       | 56 allées d'Etigny           | 42° 47′ 09″ nord, 0° 35′ 37″ est | « PA00125564 » | Inscrit        | 1993           | Chalets Spont                                             |
| Chapelle Saint-Étienne de Bagnères-de-Luchon              | Bagnères-de-Luchon       | Quartier de Barcugnas        | 42° 47′ 45″ nord, 0° 35′ 42″ est | « PA00094276 » | Inscrit        | 1931           | Chapelle Saint-Étienne de Bagnères-de-Luchon              |
| Château Lafont                                            | Bagnères-de-Luchon       | Allées d'Etigny              | 42° 47′ 22″ nord, 0° 35′ 30″ est | « PA00094277 » | Inscrit Classé | 1927 1931      | Château Lafont                                            |
| Église Notre-Dame-de-l'Assomption de Bagnères-de-Luchon   | Bagnères-de-Luchon       |                              | 42° 47′ 28″ nord, 0° 35′ 29″ est | « PA00094279 » | Inscrit        | 2003           | Église Notre-Dame-de-l'Assomption de Bagnères-de-Luchon   |
| Résidence Charles Tron                                    | Bagnères-de-Luchon       | 18 cours Jean-Jaurès         | 42° 47′ 18″ nord, 0° 35′ 30″ est | « PA00094280 » | Inscrit        | 1986           | Résidence Charles Tron                                    |
| Thermes Chambert                                          | Bagnères-de-Luchon       | Cours des Quinconces         | 42° 47′ 06″ nord, 0° 35′ 38″ est | « PA00094281 » | Inscrit        | 1977           | Thermes Chambert                                          |
| Villa Édouard                                             | Bagnères-de-Luchon       | 2 boulevard Edmond-Rostand   | 42° 47′ 12″ nord, 0° 35′ 53″ est | « PA31000060 » | Inscrit        | 2003           | Villa Édouard                                             |
| Villa Luisa                                               | Bagnères-de-Luchon       | 6 boulevard Charles Tron     | 42° 47′ 17″ nord, 0° 35′ 42″ est | « PA31000091 » | Inscrit        | 2012           | Villa Luisa                                               |
| Villa Pyrène                                              | Bagnères-de-Luchon       | 13 allée des Bains           | 42° 47′ 08″ nord, 0° 35′ 48″ est | « PA31000061 » | Inscrit        | 2004           | Villa Pyrène                                              |
| Villa Santa Maria                                         | Bagnères-de-Luchon       | 14 boulevard Henri-de-Gorsse | 42° 47′ 18″ nord, 0° 35′ 56″ est | « PA31000077 » | Inscrit        | 2006           | Villa Santa Maria                                         |
| Château de Thégra                                         | Balma                    | Lagarigue                    | 43° 37′ 54″ nord, 1° 30′ 03″ est | « PA00094282 » | Inscrit        | 1984           | Château de Thégra                                         |
| Château de Barbazan                                       | Barbazan                 |                              | 43° 02′ 01″ nord, 0° 37′ 37″ est | « PA00094283 » | Inscrit        | 1947           | Château de Barbazan                                       |
| Église Saint-Étienne                                      | Baziège                  |                              | 43° 27′ 19″ nord, 1° 36′ 49″ est | « PA00094285 » | Inscrit        | 1950           | Église Saint-Étienne                                      |
| Église Saint-Eutrope de Baziège                           | Baziège                  | Sainte-Colombe               | 43° 27′ 42″ nord, 1° 38′ 36″ est | « PA00094284 » | Inscrit        | 1986           | Église Saint-Eutrope de Baziège                           |
| Phare aéronautique de la côte de Monteserre               | Baziège                  | rue de l'Aéropostale         | 43° 27′ 23″ nord, 1° 37′ 21″ est | « PA31000087 » | Inscrit        | 2010           | Phare aéronautique de la côte de Monteserre               |
| Église Saint-Pierre de Bazus                              | Bazus                    |                              | 43° 44′ 08″ nord, 1° 31′ 00″ est | « PA00094286 » | Inscrit        | 1978           | Église Saint-Pierre de Bazus                              |
| Église Notre-Dame                                         | Beauchalot               |                              | 43° 06′ 29″ nord, 0° 52′ 11″ est | « PA00094287 » | Inscrit        | 1950           | Église Notre-Dame                                         |
| Château de Vignolles                                      | Beaumont-sur-Lèze        |                              | 43° 23′ 08″ nord, 1° 20′ 56″ est | « PA00132673 » | Inscrit        | 1994           | Château de Vignolles                                      |
| Église Saint-Jean-Baptiste de Belberaud                   | Belberaud                |                              | 43° 30′ 04″ nord, 1° 34′ 31″ est | « PA00094288 » | Classé         | 1995           | Église Saint-Jean-Baptiste de Belberaud                   |
| Château de Beauvoir                                       | Belbèze-en-Comminges     |                              | 43° 07′ 57″ nord, 1° 01′ 42″ est | « PA00094667 » | Inscrit        | 1990           | Image manquante Téléverser                                |
| Alignements du Mail de Soupène                            | Benque-Dessous-et-Dessus |                              | 42° 48′ 46″ nord, 0° 32′ 37″ est | « PA00094275 » | Classé         | 1889           | Image manquante Téléverser                                |
| Église Saint-Blaise de Benque-Dessus                      | Benque-Dessous-et-Dessus |                              | 42° 49′ 05″ nord, 0° 33′ 04″ est | « PA00094289 » | Classé         | 1960           | Église Saint-Blaise de Benque-Dessus                      |
| Église Saint-Geniès de Benque-Dessous                     | Benque-Dessous-et-Dessus |                              | 42° 48′ 54″ nord, 0° 33′ 14″ est | « PA00135449 » | Inscrit        | 1995           | Église Saint-Geniès de Benque-Dessous                     |
| Église Saint-Jean-Baptiste de Garraux                     | Bezins-Garraux           | Garraux                      | 42° 55′ 51″ nord, 0° 41′ 12″ est | « PA00094290 » | Classé         | 1955           | Image manquante Téléverser                                |
| Cromlech                                                  | Billière                 |                              | 42° 48′ 58″ nord, 0° 32′ 12″ est | « PA00094278 » | Classé         | 1889           | Image manquante Téléverser                                |
| Couvent Sainte-Catherine de Sienne                        | Blagnac                  | 60 avenue du Général-Compans | 43° 37′ 48″ nord, 1° 23′ 59″ est | « PA31000046 » | Inscrit        | 2001           | Couvent Sainte-Catherine de Sienne                        |
| Église Saint-Pierre de Blagnac                            | Blagnac                  |                              | 43° 38′ 03″ nord, 1° 23′ 57″ est | « PA00094291 » | Inscrit        | 1926           | Église Saint-Pierre de Blagnac                            |
| Oratoire de Saint-Exupère                                 | Blagnac                  |                              | 43° 38′ 16″ nord, 1° 23′ 45″ est | « PA00094292 » | Classé         | 1922           | Oratoire de Saint-Exupère                                 |
| Pont sur le Touch de Blagnac                              | Blagnac                  |                              | 43° 37′ 15″ nord, 1° 23′ 49″ est | « PA00094293 » | Inscrit        | 1950           | Pont sur le Touch de Blagnac                              |
| Maison                                                    | Blajan                   |                              | 43° 15′ 28″ nord, 0° 38′ 25″ est | « PA00132667 » | Inscrit        | 1994           | Image manquante Téléverser                                |
| Château de Boissède                                       | Boissède                 |                              | 43° 24′ 29″ nord, 0° 49′ 18″ est | « PA31000001 » | Inscrit        | 1996           | Image manquante Téléverser                                |
| Château de Bonrepos                                       | Bonrepos-Riquet          |                              | 43° 40′ 34″ nord, 1° 37′ 33″ est | « PA31000036 » | Classé         | 2008           | Château de Bonrepos                                       |
| Église Sainte-Marie de Boulogne-sur-Gesse                 | Boulogne-sur-Gesse       | Place de la Mairie           | 43° 17′ 26″ nord, 0° 38′ 46″ est | « PA00094294 » | Inscrit        | 1950           | Église Sainte-Marie de Boulogne-sur-Gesse                 |
| Halle-mairie de Boulogne-sur-Gesse                        | Boulogne-sur-Gesse       | Place de la Mairie           | 43° 17′ 26″ nord, 0° 38′ 44″ est | « PA31000063 » | Inscrit        | 2004           | Halle-mairie de Boulogne-sur-Gesse                        |
| Église Saint-Bernard de Bourg-Saint-Bernard               | Bourg-Saint-Bernard      |                              | 43° 36′ 10″ nord, 1° 42′ 46″ est | « PA00094295 » | Inscrit        | 1965           | Église Saint-Bernard de Bourg-Saint-Bernard               |
| Château de Boussan                                        | Boussan                  |                              | 43° 14′ 26″ nord, 0° 53′ 25″ est | « PA00094296 » | Inscrit        | 1926           | Image manquante Téléverser                                |
| Château de Brax                                           | Brax                     |                              | 43° 37′ 02″ nord, 1° 14′ 28″ est | « PA00094297 » | Inscrit        | 1946           | Château de Brax                                           |
| Moulin-Neuf de Brignemont                                 | Brignemont               | Moulin-Neuf                  | 43° 46′ 57″ nord, 0° 59′ 43″ est | « PA00094298 » | Classé         | 1991           | Image manquante Téléverser                                |
| Église Saint-Martin                                       | Buzet-sur-Tarn           |                              | 43° 46′ 51″ nord, 1° 37′ 57″ est | « PA00094299 » | Inscrit        | 1926           | Église Saint-Martin                                       |
| Halle de Cadours                                          | Cadours                  | Place du Commerce            | 43° 43′ 41″ nord, 1° 02′ 57″ est | « PA31000064 » | Inscrit        | 2004           | Halle de Cadours                                          |
| Château de Calmont                                        | Calmont                  | Rue du Vieux Château         | 43° 17′ 11″ nord, 1° 37′ 56″ est | « PA00094301 » | Inscrit        | 1927           | Château de Calmont                                        |
| Château de Terraqueuse de Calmont                         | Calmont                  | Terraqueuse                  | 43° 17′ 29″ nord, 1° 35′ 40″ est | « PA31000002 » | Inscrit        | 1996           | Image manquante Téléverser                                |
| Temple protestant de Calmont                              | Calmont                  | rue du Temple                | 43° 17′ 14″ nord, 1° 37′ 58″ est | « PA31000094 » | Inscrit        | 2015           | Temple protestant de Calmont                              |
| Château de Cambiac                                        | Cambiac                  |                              | 43° 29′ 21″ nord, 1° 47′ 27″ est | « PA31000047 » | Inscrit        | 2001           | Château de Cambiac                                        |
| Moulin à vent de la Paillasse                             | Caragoudes               | La Paillasse                 | 43° 29′ 57″ nord, 1° 41′ 44″ est | « PA00094302 » | Inscrit        | 1950           | Moulin à vent de la Paillasse                             |
| Château du Croisillat                                     | Caraman                  |                              | 43° 31′ 07″ nord, 1° 47′ 19″ est | « PA00135450 » | Inscrit        | 1995           | Image manquante Téléverser                                |
| Hôtel de Malbos                                           | Caraman                  |                              | 43° 31′ 46″ nord, 1° 45′ 27″ est | « PA00094668 » | Inscrit        | 1992           | Image manquante Téléverser                                |
| Colombier du Grilhon                                      | Carbonne                 | 31 rue Étienne-Prosjean      | 43° 17′ 59″ nord, 1° 13′ 36″ est | « PA31000085 » | Inscrit        | 2009           | Colombier du Grilhon                                      |
| Église Saint-Laurent                                      | Carbonne                 |                              | 43° 17′ 27″ nord, 1° 13′ 38″ est | « PA00094303 » | Inscrit        | 1965           | Église Saint-Laurent                                      |
| Croix de Cassagnabère-Tournas                             | Cassagnabère-Tournas     | Place du village             | 43° 13′ 39″ nord, 0° 47′ 31″ est | « PA00094304 » | Inscrit        | 1926           | Image manquante Téléverser                                |
| Pont de Carraou                                           | Cassagne                 |                              | 43° 07′ 35″ nord, 0° 59′ 27″ est | « PA00094305 » | Inscrit        | 1979           | Image manquante Téléverser                                |
| Château de Castagnac                                      | Castagnac                |                              | 43° 13′ 57″ nord, 1° 21′ 06″ est | « PA31000058 » | Inscrit        | 2003           | Château de Castagnac                                      |
| Aqueduc de Castanet                                       | Castanet-Tolosan         |                              | 43° 30′ 15″ nord, 1° 31′ 25″ est | « PA31000021 » | Inscrit        | 1998           | Aqueduc de Castanet                                       |
| Écluse de Castanet                                        | Castanet-Tolosan         |                              | 43° 31′ 26″ nord, 1° 31′ 07″ est | « PA31000022 » | Inscrit        | 1998           | Écluse de Castanet                                        |
| Église Saint-Gervais-et-Saint-Protais de Castanet-Tolosan | Castanet-Tolosan         |                              | 43° 30′ 59″ nord, 1° 29′ 53″ est | « PA00125565 » | Inscrit        | 1993           | Église Saint-Gervais-et-Saint-Protais de Castanet-Tolosan |
| Calvaire                                                  | Castelnau-d'Estrétefonds | C.D. 29c                     | 43° 47′ 12″ nord, 1° 21′ 30″ est | « PA00094306 » | Classé         | 1979           | Calvaire                                                  |
| Château de Castelnau-d'Estrétefonds                       | Castelnau-d'Estrétefonds |                              | 43° 47′ 10″ nord, 1° 21′ 32″ est | « PA00094307 » | Inscrit Classé | 1987 1992      | Château de Castelnau-d'Estrétefonds                       |
| Église Saint-Martin de Castelnau-d'Estrétefonds           | Castelnau-d'Estrétefonds | Rue de l'Église              | 43° 47′ 06″ nord, 1° 21′ 33″ est | « PA31000048 » | Inscrit        | 2001           | Église Saint-Martin de Castelnau-d'Estrétefonds           |
| Église Saint-Jean-Baptiste de Larmont                     | Le Castéra               |                              | 43° 39′ 44″ nord, 1° 10′ 07″ est | « PA00094308 » | Inscrit        | 1979           | Église Saint-Jean-Baptiste de Larmont                     |
| Église Saint-Étienne de Cathervielle                      | Cathervielle             |                              | 42° 48′ 38″ nord, 0° 30′ 20″ est | « PA00094309 » | Inscrit        | 1977           | Image manquante Téléverser                                |
| Église Saint-Martin de Cazarilh-Laspènes                  | Cazarilh-Laspènes        |                              | 42° 47′ 58″ nord, 0° 34′ 33″ est | « PA00094310 » | Inscrit        | 1926           | Église Saint-Martin de Cazarilh-Laspènes                  |
| Église Sainte-Anne de Cazeaux-de-Larboust                 | Cazeaux-de-Larboust      |                              | 42° 48′ 27″ nord, 0° 31′ 51″ est | « PA00094311 » | Classé         | 1921           | Église Sainte-Anne de Cazeaux-de-Larboust                 |
| Église de l'Assomption de Cazères                         | Cazères                  |                              | 43° 12′ 20″ nord, 1° 05′ 12″ est | « PA00094312 » | Inscrit        | 1926           | Église de l'Assomption de Cazères                         |
| Maison                                                    | Cazères                  | 6 rue du Bourguet            | 43° 12′ 24″ nord, 1° 05′ 17″ est | « PA00094313 » | Inscrit        | 1973           | Image manquante Téléverser                                |
| Abbaye de Boulbonne                                       | Cintegabelle             |                              | 43° 18′ 21″ nord, 1° 33′ 22″ est | « PA00094314 » | Classé         | 1981           | Abbaye de Boulbonne                                       |
| Église Notre-Dame de Cintegabelle                         | Cintegabelle             |                              | 43° 18′ 46″ nord, 1° 31′ 57″ est | « PA00094315 » | Classé         | 1984           | Église Notre-Dame de Cintegabelle                         |
| Parc du Secourieu                                         | Cintegabelle             |                              | 43° 20′ 00″ nord, 1° 29′ 26″ est | « PA00094316 » | Inscrit        | 1988           | Image manquante Téléverser                                |
| Pigeonnier du Bouyssou                                    | Cintegabelle             |                              | 43° 19′ 32″ nord, 1° 33′ 28″ est | « PA00094317 » | Classé         | 1946           | Image manquante Téléverser                                |
| Église de la Nativité-de-la-Sainte-Vierge de Cirès        | Cirès                    |                              | 42° 51′ 13″ nord, 0° 31′ 01″ est | « PA00094318 » | Inscrit        | 1977           | Église de la Nativité-de-la-Sainte-Vierge de Cirès        |
| Maison                                                    | Cirès                    |                              | 42° 51′ 10″ nord, 0° 31′ 03″ est | « PA00094319 » | Inscrit        | 1979           | Maison                                                    |
| Porte de Clermont-le-Fort                                 | Clermont-le-Fort         |                              | 43° 27′ 28″ nord, 1° 25′ 58″ est | « PA00094320 » | Inscrit        | 1926           | Porte de Clermont-le-Fort                                 |
| Socle de croix de Clermont-le-Fort                        | Clermont-le-Fort         |                              | 43° 27′ 28″ nord, 1° 25′ 58″ est | « PA00094321 » | Inscrit        | 1928           | Socle de croix de Clermont-le-Fort                        |
| Poterie Laballe                                           | Cox                      | Avenue de Toulouse           | 43° 45′ 33″ nord, 1° 02′ 46″ est | « PA31000055 » | Classé         | 2005           | Image manquante Téléverser                                |
| Château de la Cassagnère                                  | Cugnaux                  |                              | 43° 33′ 17″ nord, 1° 20′ 30″ est | « PA00094322 » | Classé         | 1979           | Château de la Cassagnère                                  |
| Pavillon Louis XVI                                        | Cugnaux                  | rue Henry Gladi              | 43° 32′ 44″ nord, 1° 21′ 08″ est | « PA00094323 » | Classé         | 1995           | Pavillon Louis XVI                                        |
| Église Saint-Barthélemy                                   | Daux                     |                              | 43° 41′ 39″ nord, 1° 16′ 10″ est | « PA00094324 » | Inscrit        | 1926           | Église Saint-Barthélemy                                   |
| Aqueduc de la Joncasse                                    | Deyme                    |                              | 43° 29′ 17″ nord, 1° 32′ 38″ est | « PA31000023 » | Inscrit        | 1998           | Aqueduc de la Joncasse                                    |
| Pont de Deyme                                             | Deyme                    |                              | 43° 29′ 45″ nord, 1° 32′ 08″ est | « PA31000024 » | Inscrit        | 1998           | Pont de Deyme                                             |
| Église Saint-Pierre-et-Saint-Paul de Donneville           | Donneville               |                              | 43° 28′ 16″ nord, 1° 32′ 56″ est | « PA00094325 » | Classé         | 1993           | Église Saint-Pierre-et-Saint-Paul de Donneville           |
| Château de Drudas                                         | Drudas                   | Le Village et le Parc        | 43° 45′ 19″ nord, 1° 05′ 54″ est | « PA31000088 » | Inscrit        | 2010           | Image manquante Téléverser                                |
| Abbatiale de la Clarté-Dieu                               | Eaunes                   |                              | 43° 25′ 07″ nord, 1° 21′ 13″ est | « PA00094326 » | Inscrit Classé | 1932 1967      | Abbatiale de la Clarté-Dieu                               |
| Prieuré d'Eaunes                                          | Eaunes                   |                              | 43° 25′ 08″ nord, 1° 21′ 14″ est | « PA00094695 » | Inscrit        | 1992           | Image manquante Téléverser                                |
| Établissement thermal d'Encausse-les-Thermes              | Encausse-les-Thermes     | Rue de la Fontaine           | 43° 03′ 00″ nord, 0° 44′ 31″ est | « PA31000071 » | Inscrit        | 2005           | Image manquante Téléverser                                |
| Église Saint-Germier                                      | Eoux                     |                              | à géolocaliser                   | « PA00094327 » | Inscrit        | 1974           | Image manquante Téléverser                                |
| Château d'Espanès                                         | Espanès                  | Le Château                   | 43° 27′ 11″ nord, 1° 29′ 19″ est | « PA00094328 » | Inscrit        | 1969 1990      | Image manquante Téléverser                                |
| Chapelle Saint-Paul de Pujos                              | Estadens                 | Pujos                        | 43° 02′ 00″ nord, 0° 48′ 48″ est | « PA00094329 » | Inscrit        | 1972           | Image manquante Téléverser                                |
| Église Saint-Pierre de Saint-Pé-d'Arès                    | Fabas                    |                              | 43° 06′ 29″ nord, 1° 06′ 18″ est | « PA00094330 » | Classé         | 1991           | Image manquante Téléverser                                |
| Château de Fonbeauzard                                    | Fonbeauzard              |                              | 43° 40′ 45″ nord, 1° 26′ 44″ est | « PA00132668 » | Inscrit        | 1994           | Image manquante Téléverser                                |
| Église Saint-Martin de Fontenilles                        | Fontenilles              |                              | 43° 33′ 10″ nord, 1° 11′ 31″ est | « PA00094331 » | Inscrit        | 1979           | Église Saint-Martin de Fontenilles                        |
| Église Saint-Pierre-ès-Liens                              | Fos                      |                              | 42° 52′ 15″ nord, 0° 44′ 14″ est | « PA00094332 » | Inscrit        | 1986           | Image manquante Téléverser                                |
| Château de Fourquevaux                                    | Fourquevaux              |                              | 43° 30′ 24″ nord, 1° 36′ 55″ est | « PA00094333 » | Classé Inscrit | 1979           | Château de Fourquevaux                                    |
| Église Saint-Pierre-ès-Liens du Fousseret                 | Le Fousseret             |                              | 43° 16′ 52″ nord, 1° 03′ 57″ est | « PA31000056 » | Inscrit        | 2002           | Église Saint-Pierre-ès-Liens du Fousseret                 |
| Église Saint-Blaise                                       | Frontignan-Savès         |                              | 43° 23′ 44″ nord, 0° 55′ 26″ est | « PA00094334 » | Inscrit        | 1973           | Église Saint-Blaise                                       |
| Église Notre-Dame-de-l'Assomption de Fronton              | Fronton                  |                              | 43° 50′ 25″ nord, 1° 23′ 25″ est | « PA00094335 » | Inscrit        | 1981           | Église Notre-Dame-de-l'Assomption de Fronton              |
| Château des Demoiselles                                   | Frouzins                 |                              | 43° 31′ 51″ nord, 1° 18′ 47″ est | « PA00094336 » | Inscrit        | 1979           | Château des Demoiselles                                   |
| Église Saint-Germier                                      | Frouzins                 |                              | 43° 30′ 55″ nord, 1° 19′ 27″ est | « PA00094337 » | Inscrit        | 1926           | Église Saint-Germier                                      |
| Château de Galié                                          | Galié                    |                              | 42° 59′ 23″ nord, 0° 38′ 00″ est | « PA00094338 » | Inscrit        | 1970           | Château de Galié                                          |
| Souterrain de Houantaou                                   | Ganties                  |                              | 43° 04′ 22″ nord, 0° 50′ 57″ est | « PA00094339 » | Classé         | 1924           | Image manquante Téléverser                                |
| Aqueduc des Voûtes                                        | Gardouch                 |                              | 43° 23′ 10″ nord, 1° 42′ 32″ est | « PA31000025 » | Inscrit        | 1998           | Image manquante Téléverser                                |
| Écluse de Gardouch                                        | Gardouch                 |                              | 43° 23′ 30″ nord, 1° 41′ 30″ est | « PA31000026 » | Inscrit        | 1998           | Écluse de Gardouch                                        |
| Église Saint-Jean-Baptiste de Garidech                    | Garidech                 |                              | 43° 42′ 39″ nord, 1° 33′ 39″ est | « PA00094340 » | Inscrit        | 1926           | Église Saint-Jean-Baptiste de Garidech                    |
| Chapelle Saint-Pé de la Moraine                           | Garin                    |                              | 42° 48′ 26″ nord, 0° 30′ 39″ est | « PA00094341 » | Inscrit        | 1971           | Chapelle Saint-Pé de la Moraine                           |
| Église Saint-Pierre de Gémil                              | Gémil                    |                              | 43° 44′ 09″ nord, 1° 35′ 23″ est | « PA00094342 » | Inscrit        | 1929           | Église Saint-Pierre de Gémil                              |
| Église Saint-Roch de Génos                                | Génos                    |                              | 43° 00′ 00″ nord, 0° 40′ 24″ est | « PA31000075 » | Inscrit        | 2006           | Image manquante Téléverser                                |
| Château de Gensac-sur-Garonne                             | Gensac-sur-Garonne       |                              | 43° 13′ 04″ nord, 1° 07′ 47″ est | « PA00094343 » | Inscrit        | 1981           | Image manquante Téléverser                                |
| Maison de Coulom                                          | Gibel                    | Coulom                       | 43° 17′ 17″ nord, 1° 40′ 38″ est | « PA00094669 » | Inscrit        | 1990           | Image manquante Téléverser                                |
| Brèche du Picon                                           | Gourdan-Polignan         | Les Hountetes                | 43° 04′ 03″ nord, 0° 34′ 45″ est | « PA00094344 » | Classé         | 1956           | Image manquante Téléverser                                |
| Grotte de l'Éléphant                                      | Gourdan-Polignan         | Bouchet                      | 43° 04′ 17″ nord, 0° 33′ 48″ est | « PA00094345 » | Classé         | 1956 2014 2015 | Grotte de l'Éléphant                                      |
| Pont sur la Garonne de Gourdan-Polignan                   | Gourdan-Polignan         |                              | 43° 04′ 58″ nord, 0° 34′ 31″ est | « PA00094346 » | Inscrit        | 1984           | Pont sur la Garonne de Gourdan-Polignan                   |
| Croix de Gratens                                          | Gratens                  |                              | 43° 19′ 19″ nord, 1° 06′ 52″ est | « PA00094347 » | Inscrit        | 1953           | Croix de Gratens                                          |
| Église Saint-Michel                                       | Gratens                  |                              | 43° 19′ 19″ nord, 1° 06′ 52″ est | « PA00094348 » | Inscrit        | 1926           | Église Saint-Michel                                       |
| Couvent des Ursulines de Grenade                          | Grenade                  | 56 rue Roquemaurel           | 43° 46′ 27″ nord, 1° 17′ 36″ est | « PA00094349 » | Inscrit        | 1988           | Couvent des Ursulines de Grenade                          |
| Église Notre-Dame-de-l'Assomption de Grenade              | Grenade                  |                              | 43° 46′ 16″ nord, 1° 17′ 39″ est | « PA00094350 » | Classé         | 1951           | Église Notre-Dame-de-l'Assomption de Grenade              |
| Halle de Grenade                                          | Grenade                  |                              | 43° 46′ 20″ nord, 1° 17′ 36″ est | « PA00094351 » | Classé         | 1979           | Halle de Grenade                                          |
| Pont sur la Save de Grenade                               | Grenade                  |                              | 43° 46′ 15″ nord, 1° 17′ 19″ est | « PA00094352 » | Inscrit        | 1926           | Pont sur la Save de Grenade                               |
| Château de Guran                                          | Guran                    |                              | 42° 53′ 33″ nord, 0° 37′ 04″ est | « PA00094353 » | Inscrit        | 1977           | Image manquante Téléverser                                |
| Église Saint-Adrien de L'Isle-en-Dodon                    | L'Isle-en-Dodon          |                              | 43° 22′ 51″ nord, 0° 50′ 12″ est | « PA00094354 » | Classé         | 1907           | Église Saint-Adrien de L'Isle-en-Dodon                    |
| Église Saint-Christophe de Jurvielle                      | Jurvielle                |                              | 42° 49′ 04″ nord, 0° 29′ 14″ est | « PA31000049 » | Inscrit        | 2001           | Église Saint-Christophe de Jurvielle                      |
| Château de Juzes                                          | Juzes                    |                              | 43° 26′ 57″ nord, 1° 47′ 20″ est | « PA00094355 » | Inscrit        | 1973           | Château de Juzes                                          |
| Église de la Nativité-de-la-Sainte-Vierge de Labarthe     | Labarthe-Inard           |                              | 43° 06′ 24″ nord, 0° 50′ 08″ est | « PA00094356 » | Inscrit        | 1950           | Église de la Nativité-de-la-Sainte-Vierge de Labarthe     |
| Pile romaine de Labarthe-Rivière                          | Labarthe-Rivière         |                              | 43° 04′ 57″ nord, 0° 40′ 36″ est | « PA00094357 » | Classé         | 1905           | Pile romaine de Labarthe-Rivière                          |
| Château de Labastide-Beauvoir                             | Labastide-Beauvoir       |                              | 43° 28′ 47″ nord, 1° 39′ 42″ est | « PA00094358 » | Inscrit        | 1983           | Image manquante Téléverser                                |
| Château de Labastide-Paumès                               | Labastide-Paumès         |                              | 43° 20′ 04″ nord, 0° 56′ 40″ est | « PA00094359 » | Inscrit        | 1927           | Château de Labastide-Paumès                               |
| Pigeonnier de Labège                                      | Labège                   | La Cote                      | 43° 31′ 58″ nord, 1° 31′ 14″ est | « PA00094360 » | Inscrit        | 1977           | Pigeonnier de Labège                                      |
| Château de Lacroix-Falgarde                               | Lacroix-Falgarde         |                              | 43° 30′ 26″ nord, 1° 24′ 37″ est | « PA00094361 » | Classé         | 1958           | Château de Lacroix-Falgarde                               |
| Château de Lafitte-Vigordane                              | Lafitte-Vigordane        |                              | 43° 18′ 10″ nord, 1° 09′ 32″ est | « PA00094685 » | Inscrit        | 1991           | Image manquante Téléverser                                |
| Château de Laréole                                        | Laréole                  |                              | 43° 44′ 10″ nord, 1° 01′ 26″ est | « PA00094362 » | Classé         | 1927 1991 1994 | Château de Laréole                                        |
| Château de Larra                                          | Larra                    |                              | 43° 44′ 25″ nord, 1° 13′ 33″ est | « PA00125566 » | Inscrit        | 1993           | Château de Larra                                          |
| Donjon de Larroque                                        | Larroque                 |                              | 43° 11′ 35″ nord, 0° 36′ 34″ est | « PA00094363 » | Inscrit        | 1930           | Image manquante Téléverser                                |
| Château de Latoue                                         | Latoue                   |                              | 43° 10′ 00″ nord, 0° 47′ 15″ est | « PA00094364 » | Inscrit        | 1979           | Château de Latoue                                         |
| Lavoir de Latoue                                          | Latoue                   | Lamoulan                     | 43° 10′ 00″ nord, 0° 47′ 21″ est | « PA00094365 » | Inscrit        | 1988           | Lavoir de Latoue                                          |
| Château de Launac                                         | Launac                   |                              | 43° 44′ 37″ nord, 1° 10′ 49″ est | « PA00094366 » | Inscrit        | 1927 1991      | Château de Launac                                         |
| Briqueterie de Miremont                                   | Launaguet                | Miremont                     | 43° 40′ 03″ nord, 1° 28′ 07″ est | « PA00094367 » | Classé         | 1984           | Image manquante Téléverser                                |
| Château de Launaguet                                      | Launaguet                |                              | 43° 40′ 27″ nord, 1° 27′ 27″ est | « PA00094690 » | Classé         | 1993           | Château de Launaguet                                      |
| Église Saint-Barthélemy                                   | Launaguet                |                              | 43° 40′ 28″ nord, 1° 27′ 38″ est | « PA31000095 » | Inscrit        | 2016           | Église Saint-Barthélemy                                   |
| Église Saint-Pierre-et-Saint-Paul de Lavernose-Lacasse    | Lavernose-Lacasse        |                              | 43° 23′ 48″ nord, 1° 15′ 41″ est | « PA00094368 » | Inscrit        | 1950           | Église Saint-Pierre-et-Saint-Paul de Lavernose-Lacasse    |
| Grottes de Lespugue                                       | Lespugue                 | Bois-de-Saint-Martin         | 43° 14′ 04″ nord, 0° 39′ 49″ est | « PA00094369 » | Classé         | 1972           | Grottes de Lespugue                                       |
| Maison du Barry                                           | Lévignac                 | 28 avenue de la République   | 43° 39′ 58″ nord, 1° 11′ 38″ est | « PA00094370 » | Classé         | 1980           | Maison du Barry                                           |
| Télégraphe Chappe de Lévignac                             | Lévignac                 |                              | 43° 38′ 56″ nord, 1° 12′ 50″ est | « PA00094691 » | Inscrit        | 1992           | Télégraphe Chappe de Lévignac                             |
| Chapelle Notre-Dame-du-Bout-du-Pont de Lherm              | Lherm                    |                              | 43° 25′ 46″ nord, 1° 13′ 26″ est | « PA00094371 » | Inscrit        | 1978           | Chapelle Notre-Dame-du-Bout-du-Pont de Lherm              |
| Église Saint-André de Lherm                               | Lherm                    |                              | 43° 25′ 47″ nord, 1° 13′ 24″ est | « PA00094372 » | Classé         | 1993           | Église Saint-André de Lherm                               |
| Château Sainte-Marie                                      | Longages                 |                              | 43° 21′ 21″ nord, 1° 14′ 30″ est | « PA00094373 » | Classé Inscrit | 1984           | Château Sainte-Marie                                      |
| Église Saint-André                                        | Longages                 |                              | 43° 21′ 22″ nord, 1° 14′ 26″ est | « PA00094374 » | Inscrit        | 1979           | Église Saint-André                                        |
| Halle-mairie de Longages                                  | Longages                 | Place du Village             | 43° 21′ 20″ nord, 1° 14′ 24″ est | « PA31000037 » | Inscrit        | 1999           | Halle-mairie de Longages                                  |
| Château de Loubens                                        | Loubens-Lauragais        |                              | 43° 34′ 23″ nord, 1° 47′ 10″ est | « PA00094375 » | Inscrit Classé | 1991 1995      | Château de Loubens                                        |